# Minacraga
Minacraga is een geslacht van vlinders van de familie Dalceridae.

## Soorten
- M. disconitens Schaus, 1905
- M. indiscata Dyar, 1910